# JALLC
Об'єднаний центр аналізу та узагальнення досвіду (англ. Joint Analysis and Lessons Learned Centre (JALLC)) — заклад НАТО, розташований у передмісті Монсанто столиці Португалії Лісабон.
JALLC розпочав діяльність 2 вересня 2002 р. і функціонує під орудою Командування ОЗС НАТО з питань трансформації (ACT).
З 2003 р. на його базі щорічно проходять конференції НАТО з узагальнення досвіду ведення операцій (англ. NATO Lessons Learned Conference) з метою обміну інформацією щодо узагальнення досвіду проведення військових операцій та навчань, використання передового досвіду у сфері спільного аналізу та процесу усунення недоліків, удосконалення методології узагальнення досвіду.
До сфери компетенції JALLC належить розробка та супроводження керівних документів НАТО з узагальнення досвіду, структури типових робочих груп з офіцерів штабу, порядку взаємодії офіцерів первинної відповідальності (LL Officer of Primary Responsibility (LL OPR)) та штабних офіцерів з питань узагальнення досвіду (Lessons Learned Staff Officer, LLSO), посібників НАТО з питань узагальнення досвіду (The NATO Lessons Learned Handbook, Joint Analysis Hanfbook).
Фахівці JALLC також проводять курси у Міжнародному центрі сухопутних військ Швеції (SWEDINT) в м. Кунгсенген для штабних офіцерів з питань узагальнення досвіду (LL SO).